# فرودگاه رانکین اینلت
 فرودگاه رانکین اینلت (به انگلیسی: Rankin Inlet Airport) یک فرودگاه همگانی باربری با کد یاتا YRT است که یک باند فرود آسفالت دارد و طول باند آن ۱٬۸۲۹ متر است. این فرودگاه در کشور کانادا قرار دارد و در ارتفاع ۳۲ متری از سطح دریا واقع شده است.